# Казе Спадони (Ређо Емилија)
Казе Спадони је насеље у Италији у округу Ређо Емилија, региону Емилија-Ромања.
Према процени из 2011. у насељу је живело 30 становника. Насеље се налази на надморској висини од 132 м.